# Sebastes reedi
Sebastes reedi är en fiskart som först beskrevs av Westrheim och Tsuyuki, 1967.  Sebastes reedi ingår i släktet Sebastes och familjen kungsfiskar. Inga underarter finns listade i Catalogue of Life.